# Jean de Garlande
Pour l’article homonyme, voir Jean de Garlande (théoricien de la musique).
Jean de Garlande, dit aussi Gerlandus ou Hortulanus, né vers 1190 en Angleterre, décédé après 1252, est un grammairien anglais.

## Biographie
Il étudie à Oxford, puis à Paris, où il enseigne à partir de 1220.
En 1229, il est invité à enseigner à l'université de Toulouse qui vient d'être fondée par le cardinal Romain de Bonaventure auquel il dédie un traité intitulé Epithalamium Beatæ Virginis Mariæ, et rédige De triumphis ecclesiæ qui est une apologie du triomphe de la foi sur l'hérésie cathare, ainsi qu'un prospectus circulaire des études invitant tous les maîtres et les écoliers du Nord à venir s'établir à Toulouse.
La trilogie grammaticale qui vient clore son Ars lectoria ecclesiæ (1234) est un traité versifié qu'on peut rapprocher du Doctrinale d’Alexandre de Villedieu et du Græcismus d’Évrard de Béthune un peu antérieurs et dont il a donné une glose.
En 1234, il revient à Paris.

## Œuvres écrites
- Dictionnaire (vers 1230)
- Si fistulæ æqualis (...), ms
- Habito de ipsa plana musica, ms
- Stella maris, recueil de poèmes et de prières dédiés à la Vierge[1]

On a également conservé de lui deux chapitres d'une grammaire versifiée, Accentuarum, un long poème sur les règles de l'accentuation, Ars lectora ecclesiæ sur les règles de diction, Dictionarius cum commento, qui est un traité de rhétorique, et un recueil d'Exempla de morale. Il utilise pour la première fois le mot Dictionarus, dictionnaire.
Son Dictionarius, écrit vers 1230, est le plus ancien document qui fournisse une liste un peu détaillée des métiers exercés à Paris. Plusieurs pages y désignent, à l'usage de ses élèves parisiens, les activités auxquelles on se livrait autour d'eux pour leur apprendre à traduire en latin le nom des objets les plus usuels.
Un traité d'alchimie (Compendium d'alchimiæ) lui est attribué, avec une table et un dictionnaire (Compendium alchimiæ [sive in tabulam Smaragdinam Hermetis Trismegisti]. Cum dictionario ejusdem artis, atque de metallorum tinctura præparationeque eorumdem libello, ante annos DXX. Eodem authore conscripto. Adiecimus ejusdem compendii per Arnoldum de Villa Nova explicationem. Cum tractatu de salium aluminumque varietate, compositione et usu, scriptoris incerti), Bâle, 1560 et 1571.